# Prószków

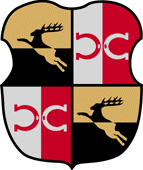
Prószków/Proskaus stadsvapen

Prószków eller Proskau (tyska) är en stad i Opole vojvodskap, Övre Schlesien, Polen, med 2 703 invånare (2008). 
Staden tillhörde tidigare Tyskland, men har varit polsk sedan 1945. Staden förklarades 2006 som tvåspråkig (polska/tyska) och sedan den 30 april 2010 är även stadens tyska namn officiellt erkänt.